# Psychotria russellii
Psychotria russellii là một loài thực vật có hoa trong họ Thiến thảo. Loài này được Deb & M.G.Gangop. miêu tả khoa học đầu tiên năm 1984.